# 大西雄三
大西 雄三（おおにし ゆうぞう、1977年12月26日 - ）は、日本の陸上競技選手。福井県大飯郡高浜町出身。福井県立美方高等学校、駒澤大学卒業。

## 来歴・人物
大学時代に箱根駅伝第76回大会で優勝する。卒業後、日清食品の実業団に12年間マラソンランナーとして所属し、2012年、34歳で引退。現在は、地元高浜町役場で勤務している。

## 主な戦績
- 1993年 第44回全国高校駅伝　3区（8.1075㎞）26:03　区間36位
- 1994年 第45回全国高校駅伝　3区（8.1075㎞）25:42　区間35位
- 1995年 第46回全国高校駅伝　1区（10㎞）　  29:58　区間6位
- 1997年 第73回箱根駅伝　    7区（21.2㎞）　1:04:17　区間2位
- 1998年 第74回箱根駅伝　    3区（21.3㎞）　1:04:20　区間4位
- 2000年 第76回箱根駅伝　    6区（20.7㎞）　0:59:23　区間2位
- 2000年 日清食品入社
- 2012年 日清食品グループ陸上部退部

## 記録

### 自己ベスト
- 5000m   13:56.40  2004年 東海大記録会
- 10000m  28:45.53  1998年
- ハーフマラソン 1:03:12  2004年 札幌国際ハーフマラソン
- マラソン       2:08:54  2008年 びわ湖毎日マラソン